# Preben Maegaard
Preben Maegaard (* 1935; † 25. März 2021) war ein dänischer Pionier, Autor und Experte auf dem Gebiet der erneuerbaren Energien. Er war langjähriger Vorsitzender des Nordic Folkecenter for Renewable Energy, trug zur Gründung des Windenergieverbandes WWEA bei und war von 2001 bis 2005 dessen erster Präsident.
Er setzte sich seit der Ölkrise in den 1970er Jahren auf lokaler, nationaler und internationaler Ebene intensiv für die Kommerzialisierung und Verbreitung der Erneuerbaren Energien ein. Er war Mitglied verschiedener dänischer Regierungskomitees für erneuerbare Energien und trug maßgeblich dazu bei, dass Dänemark und weitere Staaten weltweit den Ausbau erneuerbare Energien angingen. Er setzte sich dabei vor allem für dezentrale Strukturen und Bürgerenergiekonzepte ein.
Er ist im Dokumentarfilm Die 4. Revolution – EnergyAutonomy (2010) zu sehen.

## Auszeichnungen
- 1978: Solar Preis, Danish Organisation for Renewable Energy
- 1985: Plum Environmental Prize, Plum Fonden
- 1987: Environmental Prize, Association of Danish Engineers
- 1992: Wind Energy Prize, Denmark’s Windmill Owners Association
- 1997: Europäischer Solarpreis, Eurosolar
- 2002: GAIA Preis, Gaia Trust
- 2002: MERKUR Pioneer Preis, MERKUR cooperative Bank
- 2005: Nuclear-Free Future Award
- 2008: World Wind Energy Award, World Wind Energy Association[3]